# Московська митрополія (1448—1589)
Московська митрополія — церковна структура на території Московського князівства (згодом Московської держави), що виникла в результаті самовільного відокремлення від Київської митрополії у 1448 році. До 1589 року залишалась неканонічною, тобто невизнаною Вселенським патріархатом. Її утворення супроводжувалося розколом православної ієрархії Русі, з поділом на канонічну Київську митрополію у складі Великого князівства Литовського та фактично автокефальну Московську митрополію.

## Історичне підґрунтя
У XIV–XV століттях Київська митрополія, резиденція якої ще з кінця XIII століття перебувала у Володимирі, а згодом у Москві, формально залишалась єдиною для всіх руських земель (виходячи з титулу митрополита). Однак московські князі дедалі активніше намагалися підпорядкувати собі церковну владу.
У 1439 році митрополит Київський Ісидор, висвячений Константинополем, підписав Флорентійську унію, що передбачала об’єднання з Римською церквою. Це стало приводом для московської влади оголосити його зрадником православ’я. Після арешту Ісидора і його втечі з Москви у 1441 році кафедра залишилась вакантною.

## Самочинне поставлення митрополита Іони
У 1448 році московські єпископи, без згоди і участі Вселенського патріарха, поставили митрополитом Іону, єпископа Рязанського. Цей акт став фактичним початком церковного розколу. Хоча Іона формально носив титул «митрополита Київського і всієї Русі», він не мав канонічного визнання і діяв виключно в межах Московського князівства.
З боку Константинополя така самочинність була розцінена як порушення канонів. У відповідь у 1458 році Константинопольський патріарх, за участі Римської церкви, висвятив Григорія Болгарина як митрополита Київського, Галицького і всієї Русі — для церков, що перебували в складі Великого князівства Литовського і Королівства Польського. Відтоді існували дві паралельні ієрархії: канонічна Київська та самочинна Московська.

## Статус і діяльність Московської митрополії
Упродовж 1448—1589 років Московська митрополія не визнавалась жодною з помісних православних церков, залишаючись в ізоляції від решти православного світу. Цей статус не завадив московській владі активно використовувати митрополію як інструмент державної централізації:
- митрополити підтримували внутрішню політику великих князів Московських, зокрема Івана III та Івана IV;
- оформлювали церемонії «божественного обрання» царів (Іван IV був коронований митрополитом Макарієм як цар у 1547 році);
- брали участь у церковних соборах (наприклад, Стоглав 1551), що унормовували внутрішнє життя Московської церкви;
- проводили канонізації «місцевих» святих, формуючи окрему церковну ідентичність.

Митрополити також сприяли формуванню ідеологічної концепції «Москва — Третій Рим», що обґрунтовувала претензії Москви на духовне лідерство у православному світі після падіння Константинополя (1453).

## Відносини з Київською митрополією
У той час як Московська митрополія існувала без канонічного благословення, Київська митрополія залишалась в юрисдикції Константинополя. Її митрополити, висвячені Вселенським патріархом, керували православними єпархіями у Великому князівстві Литовському, зокрема в Києві, Полоцьку, Смоленську, Луцьку та інших містах.
Московська митрополія намагалася ігнорувати існування київської ієрархії, але остання зберігала визнання у православному світі. Протистояння мало не лише релігійний, а й політичний вимір, оскільки Київська митрополія залишалася символом єдності з православною традицією Константинополя, а отже — легітимності.

## Отримання автокефалії та утворення патріархату
У 1580-х роках Москва розпочала активні переговори про легалізацію своєї церковної ієрархії. У 1589 році під час візиту до Москви Вселенського патріарха Єремії II, за підтримки царя Федора І та Бориса Годунова, було досягнуто домовленості про визнання автокефалії Московської церкви. Того ж року митрополит Іов був піднесений у сан патріарха Московського і всієї Русі.
Формальне визнання було підтверджене Константинопольським синодом 1590 року та згодом іншими Східними патріархатами. Так завершився 141-річний період неканонічного статусу Московської митрополії.

## Значення
Московська митрополія 1448–1589 років є важливим етапом в історії православної церкви Московії. Її самовільне виникнення стало переломним моментом у церковній історії:
- вона поклала початок московській автокефалії без згоди Вселенського патріарха,
- остаточно розірвала спільну духовну спадщину Київської митрополії,
- стала основою для формування ідеології церковно-державної єдності в Московії,
- започаткувала політику «церковного імперіалізму», яка згодом привела до експансії на інші православні землі, зокрема Україну.

## Список митрополитів Московської митрополії (1448–1589)
- Іона (1448–1461)
- Феодосій (1461–1464)
- Филип (1464–1473)
- Геронтій (1473–1489)
- Зосима (1490–1494)
- Симон (1495–1511)
- Варлаам (1511–1521)
- Даниїл (1522–1539)
- Іоасаф (1539–1542)
- Макарій (1542–1563)
- Афанасій (1564–1566)
- Герман (1566-1567)
- Филип (1566–1568)
- Кирило (1568–1572)
- Антоній (1572–1581)
- Діонісій (1581–1587)
- Іов (1587–1589)